# 竹のカーテン
竹のカーテン（たけのカーテン、英語: Bamboo Curtain）とは、冷戦時代の東アジアや東南アジアにおける東西両陣営の緊張状態を表すために用いられた比喩である。

## 主な例
具体的には、日本とソビエト連邦の境界線である宗谷海峡や北朝鮮と韓国の38度線、中国と台湾の台湾海峡、北ベトナムと南ベトナムの17度線などの境界などを指している。
冷戦下のヨーロッパでは、社会主義陣営は「東」に、資本主義陣営は「西」に位置していた。しかし、冷戦下の東アジアでは、社会主義陣営は「北」に、資本主義陣営は「南」に位置している例が多い。この例として、社会主義のベトナム民主共和国（北ベトナム）と資本主義のベトナム共和国（南ベトナム）、社会主義の朝鮮民主主義人民共和国（北朝鮮）と資本主義の大韓民国（南朝鮮）などがある。

### 特徴

#### 北側諸国
ソ連、中国、北朝鮮などの社会主義国を指す。全て共産党の一党独裁であった。
 ソビエト社会主義共和国連邦
通称「ソ連」。ソビエト連邦共産党の一党独裁体制。強力な軍事力を持ち、東欧諸国を衛星国にしていたが、アジアでも強大な影響力を持つ。1953年のラズエズノイ号事件では同国のスパイが日本の海保と交戦し、また1983年には大韓航空機を撃墜し、269名を殺害している。1991年に崩壊。
 モンゴル人民共和国
通称「モンゴル」。モンゴル人民革命党（現・モンゴル人民党）の一党独裁。ソ連の強い影響を受ける衛星国と言われている。1992年に社会主義を放棄し、現在のモンゴル国になった。
 中華人民共和国
通称「中国」。中国共産党の一党独裁。台湾海峡を挟んで台湾と向かい合い、朝鮮戦争では北朝鮮側、ベトナム戦争では北ベトナム側に加勢し、3度の台湾海峡危機では核兵器の使用をほのめかした。1966年の文化大革命で社会主義を強化したが、1978年からは改革開放が推し進められ、現在に至っている。
 朝鮮民主主義人民共和国
通称「北朝鮮」。朝鮮労働党の一党独裁。38度線を挟んで韓国と向かい合う。1950年から1953年まで朝鮮戦争を戦い、1968年に青瓦台襲撃未遂事件、1983年にラングーン事件、1987年には大韓航空機爆破事件を引き起こし、2001年の九州南西海域工作船事件では同国のスパイが日本の海保と交戦。国内では社会主義と朝鮮の思想を組み合わせた「主体思想」に基づいて政治を行なっている。
 ベトナム民主共和国
通称「北ベトナム」。ベトナム共産党の一党独裁。17度線を挟んで南ベトナムと向かい合い、1963年から1975年まで続いたベトナム戦争で勝利し、アメリカ軍を撃退して南ベトナムを崩壊させた。ベトナム統一後はドイモイを推し進め、市場経済を取り入れている。

#### 南側諸国
日本、韓国、台湾などの自由主義国を指す。民主的な国もあったが、軍事政権なども多かった。
 日本国
通称「日本」。55年体制と呼ばれる自由民主党の長期政権。宗谷海峡を挟んでソ連と向かい合う。アメリカと同盟を結んでいるが、それに反対する国内の左翼が安保騒動を巻き起こした。同国の海上保安庁は1953年のラズエズノイ号事件ではソ連のスパイと、2001年の九州南西海域工作船事件では北朝鮮のスパイと交戦している。
 大韓民国
通称「韓国」。軍事政権。38度線を挟んで北朝鮮と向かい合う。1950年から1953年まで朝鮮戦争を戦い、1968年に青瓦台襲撃未遂事件では朴正煕大統領、1983年にラングーン事件では全斗煥大統領の暗殺を未然に防ぐ事ができたが、1987年の大韓航空機爆破事件を防ぐ事は出来なかった。ベトナム戦争では南ベトナム側に加勢。1987年に民主化している。
 中華民国
通称「台湾」。中国国民党の一党独裁制。台湾海峡を挟んで中国と向かい合う。国共内戦で敗戦し、台湾に逃れてからも大陸反攻を掲げ「中華民国」を名乗り続ける。3度の台湾海峡危機では中国と一触即発の状況に陥り、ベトナム戦争では南ベトナム側に加勢。1980年代後半から民主化が進んだ。
 フィリピン共和国
通称「フィリピン」。開発独裁体制。アメリカの植民地から独立した経緯もあり、親米反共体制を敷いてSEATOに加盟し、朝鮮戦争では韓国側、ベトナム戦争では南ベトナム側に加勢した。フィリピン共産党などの左翼ゲリラと政府の交戦もあった。1980年代後半から民主化。
 ベトナム共和国
通称「南ベトナム」。軍事政権。17度線を挟んで北ベトナムと向かい合い、反共体制を敷いたが国内に潜伏した左翼ゲリラのベトコンのゲリラに悩まされた。1963年から1975年まで続いたベトナム戦争で敗戦し1975年のサイゴン陥落で崩壊し、ベトナム社会主義共和国となった。アメリカ合衆国に亡命政府があった。
 ラオス王国
通称「ラオス」。軍事政権。冷戦では中立であろうとしたが、君主制である事から必然的に反共であり、ラオス内戦で左翼勢力パテート・ラーオと戦った。しかしベトナム戦争が始まると北ベトナムの支援を受けたパテート・ラーオが優勢になり、1975年に内戦に敗れ崩壊。現在は社会主義体制のラオス人民民主共和国となっている。
 タイ王国
通称「タイ」。軍事政権。SEATOにも加盟した反共体制で朝鮮戦争では韓国側、ベトナム戦争では南ベトナム側に加勢し、タイ国共産党などの左翼ゲリラと戦い鎮圧した。
 ビルマ連邦
通称「ビルマ」。軍事政権。反共国家でありながら政策的には容共であり、1960年に国共内戦に敗れた国民革命軍が国内に侵入して時には中国人民解放軍と協力して国民革命軍と戦った。1960年代からはビルマ式社会主義を取り入れ、西側諸国から離脱した。
 ブータン王国
通称「ブータン」。絶対君主制。長年鎖国政策をとり、保守的な政治を行ったが、冷戦後の2000年代から民主化が進んだ。
 パキスタン・イスラム共和国
通称「パキスタン」。軍事政権。SEATOに加盟した反共体制だが、隣国のインドと対立し、3度の印パ戦争を戦った事もありインドとの関係が悪い中華人民共和国との関係を強化している。また、冷戦後は反米のイスラム過激派組織・ターリバーンとの関係も強めるなど、必ずしもアメリカとの関係が良好なわけではない。